# Antreola
Antreola è una frazione del comune di Neviano degli Arduini, in provincia di Parma.
La località dista 5,06 km dal capoluogo.

## Geografia fisica
Antreola sorge alla quota di 700 m s.l.m. sul versante sud del monte Verola, sulla sponda destra della Val Parma.

## Origini del nome
In età medievale la località era nota col nome di Selvazzano, mentre nel XVI secolo fu ribattezzata Antreola, forse in onore di Andreolo da Palù, all'epoca proprietario di numerose terre in zona.

## Storia
Il borgo di Selvazano fu fondato in epoca medievale; la più antica testimonianza della sua esistenza risale al 1230, quando fu menzionata per la prima volta l'esistenza della cappella dipendente dalla pieve di Sasso.
A presidio del territorio fu eretto nel vicino borgo di Castelmozzano un castello, che nel 1250 fu assediato da Alverio da Palù.
Nel 1441 il duca di Milano Filippo Maria Visconti assegnò il feudo di Neviano, comprendente anche il territorio di Castelmozzano, a Paganino e Giorgio da Palù; tuttavia, l'anno seguente Giorgio non riuscì a versare la somma dovuta e l'investitura fu revocata. Il Duca incaricò il podestà di Parma Oldrado Lampugnani di governare le terre per suo conto. Nel 1452 del feudo furono investiti dall'imperatore del Sacro Romano Impero Federico III d'Asburgo i da Correggio.
Nella prima metà del XVI secolo una rovinosa frana distrusse gran parte del borgo di Selvazzano, danneggiando profondamente anche la cappella medievale; in seguito il borgo ricostruito fu ribattezzato Antriola.
Nel 1660 il duca di Parma Ranuccio II Farnese investì del feudo gli Scoffoni, ai quali succedette otto anni dopo il marchese Giuseppe Verugoli. In seguito Neviano fu assegnata al conte Francesco Terzi, alla cui morte nel 1759 la Camera Ducale tornò in possesso della zona. Nel 1763 la contea fu elevata a marchesato e fu acquistata da Troilo Venturi, futuro ministro ducale, che nel 1775 la permutò col feudo di Tizzano Val Parma del marchese Luigi Liberati Del Pozzo; quest'ultimo mantenne i diritti sulla zona fino alla loro abolizione sancita dai decreti napoleonici del 1805.

## Monumenti e luoghi d'interesse

### Chiesa di San Giovanni Battista

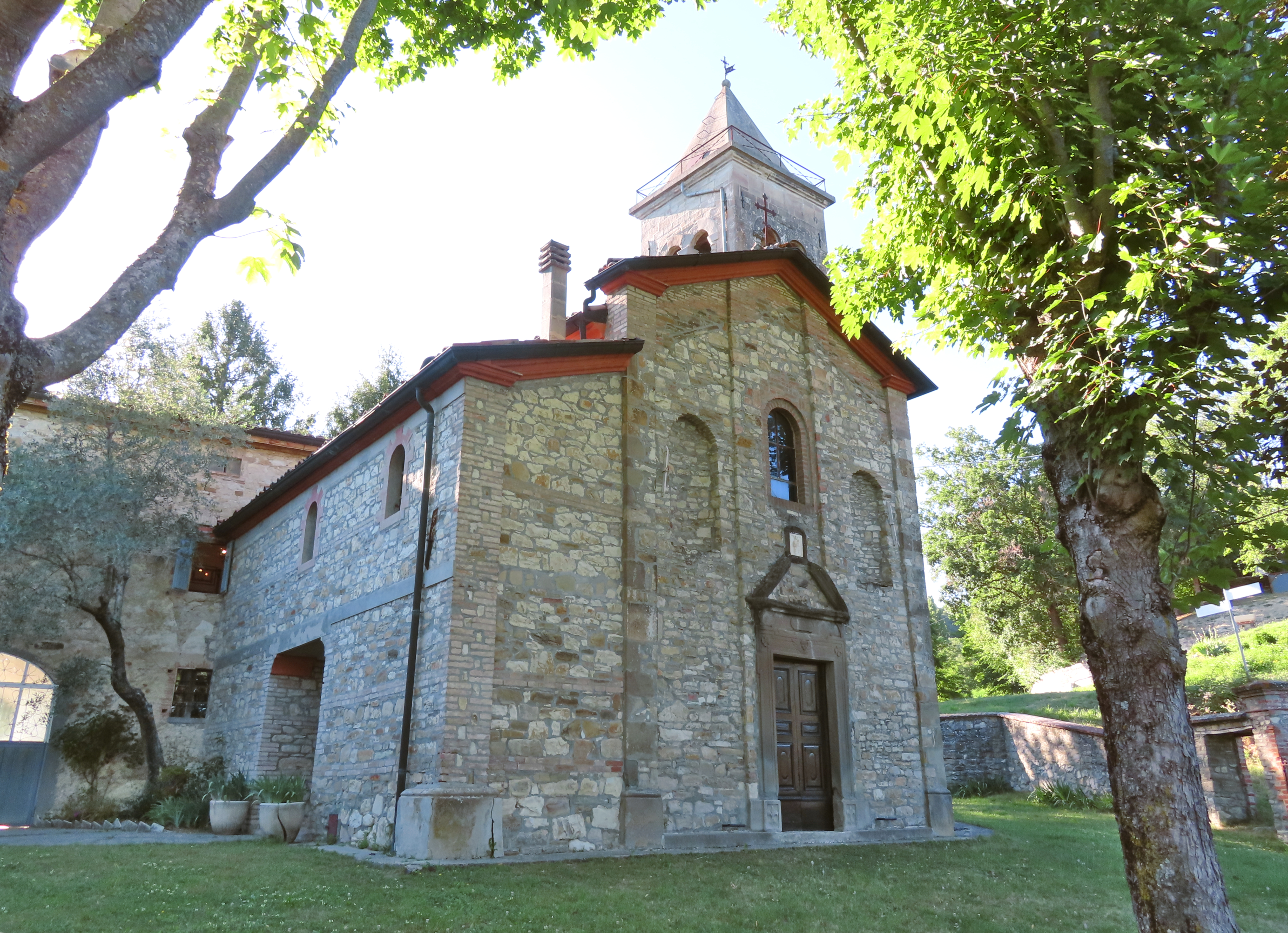
Chiesa di San Giovanni Battista

Menzionata per la prima volta nel 1230, la cappella originaria di Selvazzano fu profondamente danneggiata da una frana nella prima metà del XVI secolo; elevata nel 1564 a sede parrocchiale autonoma benché in precarie condizioni, nel 1579 fu chiusa e provvisoriamente unita alla chiesa di San Giacomo di Castelmozzano; ricostruita tra il 1688 e il 1702 in forme barocche in posizione più sicura, fu parzialmente modificata nel 1931; unita nel 1986 alla parrocchia di San Giacomo di Castelmozzano in seguito alla soppressione di quest'ultima, nel 2008 fu lesionata da un terremoto e successivamente rinforzata e restaurata tra il 2010 e il 2011. L'edificio, sviluppato su una pianta a navata unica affiancata da una cappella per lato, presenta una facciata in pietra scandita da lesene; gli interni sono decorati con affreschi sulle volte a botte lunettate dell'aula e del presbiterio.

### Casatorre di Verola
Edificata in epoca imprecisata, la casatorre in pietra, posta sulla cima del monte Verola, presenta alla base un'ampia arcata a tutto sesto ed è ornata in sommità con una fascia marcapiano in arenaria; all'interno conserva le antiche capriate e travi lignee del tetto; in adiacenza si erge un fabbricato più recente, caratterizzato dal portale d'ingresso con incisa la data 1834.

## Geografia antropica
La frazione risulta composta da tre principali nuclei abitati distinti: Antreola, Verola e Mizone.